# Lobibo (Ort)
Lobibo ist eine osttimoresische Siedlung im Suco Edi (Verwaltungsamt Maubisse, Gemeinde Ainaro).

## Geographie und Einrichtungen
Das Dorf befindet sich im Süden der Aldeia Lobibo, auf einer Meereshöhe von 1516 m, am Westhang eines Berges, der auf über 1800 m ansteigt. Eine Abzweigung der nördlich verlaufenden Überlandstraße von Maubisse nach Turiscai führt nach Lobibo. Westlich liegt die kleine Siedlung Hebau, nördlich das Dorf Tali-Felo und östlich des Berges das Dorf Hahi-Mau im Suco Maulau. Östlich von Lobibo befindet sich der Friedhof von Edi.